# Mwingi
Mwingi es una localidad de Kenia, con estatus de villa, perteneciente al condado de Kitui. Tiene 83 803 habitantes según el censo de 2009. Se encuentra a lo largo de la carretera A3 a 200 kilómetros al este de Nairobi y a 47 al norte de la capital del condado, Kitui. 
Era la capital del antiguo Distrito Mwingi. Según los datos estadísticos colectados entre 2001 y 2005, en el antiguo distrito el promedio de estudiantes en escuelas públicas era inferior a la media nacional, especialmente en los niveles preescolar y esolar, aunque superior en varones que en niñas (9000 vs 8000 estudiantes). De ellos, unos 1000 de cada sexo pasó a la educación secundaria. El antiguo distrito presentaba altas tasas de repetición y deserción escolar (90%) y una edad promedio por grado mayor que la media nacional y dos puntos superior a la edad oficial.
La reserva nacional de Mwingi es una zona de actividad designada en la que se realizan todo tipo de actividades, tales como acampar, pesca, safaris en camello y caballo, etc. Es recorrida por el río Tana y, como está rodeada por otras reservas, los animales deambulan de una a otra. Por este motivo es posible encontrar aquí caracales, elefantes, hipopótamos, etc.